# 1342
Năm 1342 (Số La Mã: MCCCXLII) là một năm thường bắt đầu vào thứ Ba trong lịch Julius.

## Sự kiện
- 7 tháng 5 - Giáo hoàng Clement VI kế vị Đức Giáo hoàng Benedict XII làm Giáo hoàng thứ 198.
- 16 tháng 7 - Louis I trở thành vua của Hungary.
- 15 tháng 8 - Louis con trở thành vua của Sicilia và của Athens.
- 4 tháng 9 - John III Comnenus trở thành hoàng đế Trebizond.